# کارسینوم غده آپوکرین
کارسینوم غده آپوکرین (به انگلیسی: Apocrine gland carcinoma) یک تومور جلدی است که با ضایعات پوستی در ناحیهٔ زیربغل و تناسلی-مقعدی مشخص می‌شود.: 670 